# Pałac w Słokowie
Pałac w Słokowie – obecnie nieistniejący zabytkowy pałac, który znajdował się w Słokowie.
Do wojewódzkiego rejestru zabytków wpisane są:
- zespół pałacowy, XVIII-XIX:
  - ruina pałacu, nr rej.: 1039/65 z 21.05.1965 (nie istnieje)
  - spichrz, nr rej.: jw.
  - kapliczka-dzwonnica (przy folwarku), nr rej.: 2034/78 z 21.04.1978
  - park, nr rej.: 111/84 z 28.08.1984

## Historia
Budynek został wzniesiony w XVIII wieku przez nieznanego fundatora. Został zniszczony w wyniku działań wojennych w 1945. Po przejęciu Słokowa przez administrację polską planowano utworzyć w pałacu szkołę rolniczą, jednak ostatecznie zapadła decyzja o zburzeniu zrujnowanej rezydencji. Obecnie jedynymi pozostałościami po zespole pałacowym są kapliczka-dzwonnica i park.